# Alfons Adelberger
Alfons Adelberger (* 30. April 1925 in Obernburg am Main; † 4. Juni 2000) war ein deutscher Lehrer und Politiker (CSU).

## Ausbildung und Lehrtätigkeit
Alfons Adelberger, Sohn von Elisabeth Adelberger und ihrem Ehemann, dem Industrieangestellten Ludwig Adelberger, besuchte Volksschule und Gymnasium und arbeitete nach Ableisten des bis 1945 erfolgten Wehrdienstes als Volksschullehrer in Obernburg, Würzburg und Karlstadt. 
Von 1950 an leitete er die Heimschule des Heimes für schwererziehbare Kinder in Karlstadt, 1954 wechselte er als Lehrer zur Staatlichen Realschule Ochsenfurt. Bereits 1956 siedelte er nach Alzenau über, wo er für die dortige Realschule arbeitete. Als Konrektor wirkte er an der Realschule Karlstadt und Aschaffenburg. Nebenher unterrichtete er noch an der landwirtschaftlichen Berufsschule Karlstadt, der Berufsschule, der Berufsaufbauschule und am Gymnasium in Alzenau.
Im August 1966 wurde er zum Leiter der Staatlichen Realschule Marktheidenfeld ernannt. 1970 übernahm er die Leitung der Staatlichen Realschule Alzenau, die er bis zu seiner Pensionierung 1988 innehatte.

## Politische Tätigkeit
Adelberger stieg in die Kreisversammlung und den Kreisvorstand der CSU Alzenau auf, in die er 1948 durch den Beitritt zur Jungen Union eingestiegen ist.
1966 zog er in den Bayerischen Landtag ein, in dem er eine Wahlperiode lang bis 1970 den Stimmkreis Alzenau, Gemünden am Main, Lohr am Main als direkt gewählter Abgeordneter vertrat.

## Privates
Alfons Adelberger war verheiratet und hatte vier Kinder.